# Inhibiteur de la protéase NS3-4A
Les inhibiteurs de la protéase NS3-4A sont des médicaments utilisés dans le traitement de l'hépatite C. Ils fonctionnent en inhibant la protéase NS3-4A du VHC. Les deux premiers médicaments disponibles, en 2011, sont le télaprévir et le bocéprévir. À partir de 2014, d'autres sont progressivement disponibles : siméprévir, faldaprévir, asunaprévir, danoprévir, sovaprévir, védroprévir, vaniprévir, paritaprévir, grazoprévir.

## Référence
- Daniel Dhumeaux, Prise en charge des personnes infectées par les virus de l'hépatite B ou de l'hépatite C, rapport de recommandations 2014, 2014,  (ISBN 978-2-7598-1250-9) (lire en ligne), chapitre 9, « Conséquences cliniques et traitement de l'infection par le virus de l'hépatite C », partie « Traitement de l'hépatite chronique C », page 205
- Oliiver Chazouillères, Patrick Hillon, Recommandations AFEF sur la prise en charge des hépatites virales C, 2015 (lire en ligne), section 6, « Médicaments de l'hépatite C », page 20